# 北鹿新聞
北鹿新聞（ほくろくしんぶん）は、北鹿新聞社が発行する秋田県北東部の日刊新聞である。

## 概要
秋田県の北部を中心とした日刊紙で、創刊当時の北秋田郡地域（現在の大館市・北秋田市・上小阿仁村）と鹿角郡地域（現在の鹿角市・小坂町）の情報を中心とした新聞である。
販売エリア内ではコンビニエンススストアやニューディズでも販売されている。

### 本社
大館市長倉79　

### 支局
- 秋田支局
  - 秋田市八橋新川向14-18-202
- 鹿角支局
  - 鹿角市花輪字扇ノ間90-1
- 北秋田支局
  - 北秋田市花園町10-1 藤島ビル２Ｆ

## 沿革
1918年（大正7年）10月8日 - 創刊

## 紙面
すべての紙面の約3分の1は広告欄で占める。

### 地域別ニュース
紙面は1面がおもに大館市、2面が北秋田版（北秋田市・上小阿仁村）、3面が鹿角版（鹿角市・小坂町）と、地域別に区分されて記事が掲載されるが、日によっては地域に特化せず「広域版」として掲載することがある。

### イベント情報など
4面はおもにイベント情報や大館能代空港発着便、高速バス（ジュピター号・仙台・大館号）、JR あけぼの・日本海寝台券、大館樹海ドームなどの予約状況を1週間分掲示する。

### テレビ・ラジオ欄
テレビ欄は、NHK・秋田民放3局・青森民放2局・BSデジタル・大館ケーブルテレビのテレビ番組表と主な番組のあらすじなどを掲載している。また、ラジオ欄はNHKのほかにエフエム秋田、秋田放送(ABS)と、東京にある主要局の深夜時間帯の番組表を掲載している。また、2021年1月17日に開局したばかりのラジオおおだての当日の番組欄も同年1月18日より掲載開始された。
詳細は以下の通り。
ウラ一面
- NHK秋田放送局（NHKテレビ、E テレ）
- 秋田放送テレビ
- 秋田テレビ
- 秋田朝日放送[注 3][注 4]
- NHK BS1、BSプレミアム
- 青森放送[注 5]
- 青森テレビ[注 6][注 7]

ほかのテレビ・ラジオ欄（主に9面）
- BSテレビ欄（NHKを除く）
  - BS日テレ・BS朝日・BS-TBS・BSテレ東・BSフジ・BSイレブン・トゥエルビ・WOWOWプライム
- 大館ケーブルテレビ
- ラジオ欄
  - NHK 第1・NHK 第2・NHK FM・ABS・エフエム秋田・ラジオおおだて
  - 深夜放送欄（TBSラジオ・文化放送・ニッポン放送・ラジオ日本）